# کرب ارچرد (تنسی)
کرب ارچرد(به انگلیسی: Crab Orchard) شهری در ایالت تنسی کشور ایالات متحده آمریکا است که جمعیت آن در سرشماری سال ۲۰۱۰ میلادی، ۷۵۲ نفر بوده‌است.